# Hinterwinkler Kulturbühne
Die Hinterwinkler Kulturbühne, fallweise auch Salzburger Kulturbühne genannt, ist ein österreichisch-deutsches Tourneetheater.
Das Theater wurde vom österreichischen Finanzbeamten Peter Willy Willmann gegründet und führte von den 1980er Jahren bis 2012 alljährlich den Jedermann von Hugo von Hofmannsthal auf österreichischen und deutschen Schauplätzen auf, überwiegend auf Freilichtbühnen. Willmann bearbeitete den Text, führte Regie, spielte stets selber die Hauptrolle und wurde zum längst dienenden Jedermann.

## Aufführungsgeschichte
Willmanns Begeisterung für den Theatertext von Hugo von Hofmannsthal führte dazu, dass er – vermutlich in den 1980er Jahren – eine Inszenierung des Jedermann  mit Laiendarstellern in Grödig initiierte. Er verwendete dabei eine eigene, gestraffte Textversion und gründete dafür die Hinterbänkler Kulturbühne, fallweise auch als Salzburger Kulturbühne bezeichnet. Die Aufführungen fanden zunächst auf dem Mayr-Melnhof’schen Gutshof von Schloss Glanegg statt.
Willmanns Inszenierungen waren auf verschiedenen Schauplätzen – vor allem auf Freiluftbühnen – in Österreichs und Süddeutschland zu sehen. Es konnten professionelle Schauspieler, Film- und Fernsehstars für das Projekt engagiert werden. Beispielsweise übernahmen Gerda de Vries, Hanna Schygulla, Lis Verhoeven oder Jutta Speidel die Rolle der Mutter. Die Stimme Gottes wurde – auf Band – von Karl Blühm bzw. Otto Sander gesprochen. Gespielt wurde zuletzt in den historischen Kostümen der Salzburger Festspielinszenierung von 1959.
Bekannt sind neun Gastspiele im Brunnenhof der Münchner Residenz sowie weitere Aufführungen an folgenden Orten:
- 1997 im Königlichen Kurgarten von Bad Reichenhall
- 2002 vor dem Kardinal König Haus in Wien
- 2004 bei den Thurn und Taxis Schlossfestspielen in Regensburg, in vier ausverkauften Vorstellungen mit rund 12.000 Besuchern,
- 2005 beim Rheingau Musik Festival
- 2007 bei den Mannheimer Schlossfestspielen und im Salzburger Gwandhaus
- 2009 auf der Seebühne am Titisee und im Schlosspark von Kleinheubach
- 2010 im Kurgarten von Bad Kissingen
- 2011 im Wiblinger Klosterhof in Ulm, am Europaplatz von Luftenberg an der Donau, am Sebalder Platz von Nürnberg und erneut bei den Thurn und Taxis Schlossfestspielen in Regensburg, mit Christine Neubauer als Buhlschaft, Gudrun Landgrebe als Mutter, sowie mit Gloria von Thurn und Taxis als Spielansagerin und Mitglied der Tischgesellschaft
- 2012 im Neuhauserhof von St. Michael im Lungau.

Nach dem Tod des Gründers im Herbst 2012 wurden die Aktivitäten der Truppe eingestellt.

## Kritik
Die Website der Thurn und Taxis Schlossfestspiele lobte die „vielgerühmte Salzburger Inszenierung durch Peter Willy Willmann“, die „nicht nur in Österreich Kultstatus erreicht“ habe. „In der Traumkulisse des Fürstlichen Schlosses wird diese Inszenierung zum opulenten, prall-sinnlichen Theatererlebnis: Mit Kutsch[en]fahrten, Fackeln und Falken, mit Musikgruppen und den akrobatischen Einlagen von Moriskentänzern.“ Willmann musste aber auch herbe Kritik einstecken: Der Lesekreis bezeichnete die Münchner Aufführung von 2010 glatt als Reinfall, begründete dies jedoch vor allem mit schlechter Sicht und mangelhafter Technik. Die Kritik aus Wiblingen 2011 bemängelt: Es „fehlen die Auftritte von Glaube, Werke und Teufel - da Willmann die christliche Droh-Instanz Teufel als nicht zeitgemäß und in multikultureller Zeit als unpassend empfindet“, lobt aber den Auftritt der Buhlschaft: „Hoch zu Ross tritt sie auf, blumenumkränzt und rosenwerfend, im Prachtgewand mit wogendem Dekolleté.“ Hingegen beeindruckte die Inszenierung auf der Seebühne am Titisee sowohl nahezu 1.500 Zuseher, als auch den Kritiker der Badischen Zeitung: „Die Österreicher verstehen etwas vom Sterben. Sie haben eine Literatur, die eine einzigartige Ars Moriendi darstellt. Den Inbegriff dieser Lehre vom guten Tod, Hugo von Hofmannsthals "Jedermann", gab es am Samstag auf der Seebühne in Titisee zu bestaunen.“
Der Regensburger Kritiker von 2011 war nicht gerade freundlich: „[...] die Tonqualität ließ zu wünschen übrig. Da knarzte, knackte und rauschte es nur so in den Lautsprechern. Hauptdarsteller Peter Willmann war teilweise kaum zu verstehen, was vielleicht auch an seinem wenig differenzierten Spiel lag. Sein Jedermann ist in erster Linie ein schreiender. [...] Der Tod hatte Ähnlichkeit mit Darth Vader. Gudrun Landgrebe als Jedermanns Mutter spielt den Rest der kleinen Rolle zurückhaltend und souverän. Christine Neubauer wird ihrem Ruf gerecht und spielt die Buhlschaft derb und üppig.“

## Benefiz
Zumindest eine Benefizvorstellung für die Salzburger Kinderkrebshilfe ist verbürgt. Sie erbrachte einen Nettospendenertrag von 65.000 Schilling.

## Trivia
Zu Gästen der Glanegger Jedermann-Aufführungen zählten u. a. der damalige deutsche Bundespräsident Roman Herzog, Prinz Franz von Bayern, Fürstin Marianne von Sayn-Wittgenstein-Sayn, Fürst Heinrich Starhemberg und die Schauspielerin Sunnyi Melles, die selbst von 1990 bis 1993 bei den Salzburger Festspielen die Buhlschaft gespielt hatte.
Anlässlich des 70. Geburtstages das Gastgebers und Besitzers von Schloss Glanegg, Friedrich Mayr-Melnhof (1924–2020), erhielt Peter Willy Willmann den Mayr-Melnhofsche Orden in Gold. Als Ehrenpräsidentin der Hinterwinkler Kulturbühne fungierte die Frau Mayr-Melnhofs, Maria Anna geb. Orsini-Rosenberg (1927–2010).

## Publikationen
- Programmheft Jedermann. Das Spiel vom Sterben des reichen Mannes. Jedermann im Kurgarten Bad Reichenhall 27. Juni bis 23. August 1997. Hg. von Peter Willy Willmann und der Hinterwinkler Kulturbühne

## Nachweise und Anmerkungen
1. ↑  Schauspieler Peter „Willy“ Willmann tot, ORF, 4. Oktober 2012
2. ↑  Kronenzeitung: Adieu Jedermann, 5. Oktober 2012
3. ↑  Belege bestehen für die Jahre 2010 und 2012, in der Ankündigung von 2012 ist zu lesen, dass die Aufführung bereits im neunten Jahr gezeigt wurde.
4. ↑  Odeon Concerte Regensburg (Memento des Originals vom 9. September 2014 im Internet Archive)  Info: Der Archivlink wurde automatisch eingesetzt und noch nicht geprüft. Bitte prüfe Original- und Archivlink gemäß Anleitung und entferne dann diesen Hinweis., abgerufen am 8. September 2014
5. ↑  Jedermann: Reinfall am 01.08.2010 im Münchner Brunnenhof, abgerufen am 8. September 2014
6. ↑   Zugepackt, ausgepackt (Memento vom 24. September 2015 im Internet Archive), abgerufen am 8. September 2014
7. ↑  Beeindruckender "Jedermann" am Titisee, abgerufen am 14. September 2014
8. ↑   Ein gekürzter Jedermann, volkstümlich und rustikal (Memento des Originals vom 9. September 2014 im Internet Archive)  Info: Der Archivlink wurde automatisch eingesetzt und noch nicht geprüft. Bitte prüfe Original- und Archivlink gemäß Anleitung und entferne dann diesen Hinweis., abgerufen am 8. September 2014
9. ↑  Die Vorstellung fand entweder 1995 oder 1996 statt, vgl. Programmheft der Bad Reichenhaller Aufführungsserie von 1997, Seite 21. Dort ist ein Dankesbrief der Salzburger Kinderkrebshilfe an die Ehrenpräsidentin der Hinterwinkler Kulturbühne, Maria Anna Mayr-Melnhof, im Faksimile abgedruckt
10. ↑  Das sind umgerechnet 4.723,73 Euro.
11. ↑  Programmheft der Bad Reichenhaller Aufführungsserie von 1997, Seiten 25 bis 29
12. ↑  Ebendort, Seite 4